# Storselet (Skorpeds socken, Ångermanland, 704120-159048)
Storselet är en sjö i Örnsköldsviks kommun i Ångermanland och ingår i Moälvens huvudavrinningsområde.